# Nhiệm vụ tối thượng nhà Yozakura
Nhiệm vụ tối thượng nhà Yozakura (Nhật: 夜桜さんちの大作戦 Hepburn: Yozakura-san Chi no Daisakusen, tên tiếng Anh: Mission: Yozakura Family) là một bộ manga Nhật Bản do Hitsuji Gondaira sáng tác và minh họa. Bộ truyện được đăng dài kỳ trên tạp chí manga shōnen Weekly Shōnen Jump của nhà xuất bản Shueisha từ tháng 8 năm 2019 đến tháng 1 năm 2025, với các chương truyện được tập hợp thành 29 tập tankōbon. Bộ anime chuyển thể do studio Silver Link sản xuất đã được phát sóng từ ngày 7 tháng 4 đến ngày 6 tháng 10 năm 2024. Phần thứ hai dự kiến sẽ ra mắt vào năm 2026.

## Tóm tắt
Câu chuyện xoay quanh Asano Taiyo, cậu học sinh trung học sau khi mất cả gia đình trong một vụ tai nạn xe hơi. Người duy nhất luôn ở bên và là chốn bình yên duy nhất của cậu là người bạn thuở nhỏ, Yozakura Mutsumi. Thế nhưng, cuộc sống yên bình ấy nhanh chóng bị đảo lộn khi Taiyo phát hiện ra rằng phó hiệu trưởng trường mình chính là anh trai của Mutsumi, đồng thời cũng là một sát thủ đáng sợ. Không những vậy, Mutsumi còn xuất thân từ gia tộc Yozakura là một dòng họ gián điệp với những kỹ năng chiến đấu siêu việt và quá khứ đầy bí ẩn. Bị cuốn vào vòng xoáy nguy hiểm, Taiyo buộc phải kết hôn với Mutsumi để bảo vệ cô, đồng thời chính thức trở thành thành viên của gia đình Yozakura. Từ một cậu học sinh bình thường, Taiyo bắt đầu hành trình trở thành điệp viên phải đối mặt với kẻ thù trong bóng tối, những âm mưu ngầm, và cả sự thật ẩn giấu phía sau cái chết của gia đình mình.

## Nhân vật

### Gia tộc Yozakura
Asano Taiyo (朝野 太陽)
Lồng tiếng bởi: Reiji Kawashima
Nhân vật chính của bộ truyện, đồng thời là chồng của Yozakura Mutsumi. Taiyo là một người hiền lành, chân thành và giàu lòng trắc ẩn, những phẩm chất hiếm thấy trong thế giới gián điệp tàn khốc. Ban đầu chỉ là một con người bình thường, Taiyo đã trải qua quá trình huấn luyện gian khổ để trở thành điệp viên, và từ đó dần đạt đến ngưỡng siêu phàm. Lý do cậu kết hôn với Mutsumi xuất phát từ một quy tắc bất di bất dịch của gia đình Yozakura: "Không ai trong gia đình được giết lẫn nhau" quy tắc duy nhất có thể bảo vệ cậu khỏi người anh vợ cực kỳ nguy hiểm và ám ảnh, Kyoichiro. Taiyo sử dụng vũ khí đặc biệt mang tên Yae, một khẩu súng lục phát tia điện thay vì đạn thường, có thể biến hình thành một thanh katana khi cần cận chiến. Sau khi được Mutsumi truyền máu, dòng máu đặc biệt của gia tộc Yozakura cậu bắt đầu sở hữu khả năng "Blooming", một dạng thức năng lực di truyền trong gia đình. Nhờ đó, Taiyo có thể làm cứng cơ thể như một lớp giáp sống, giúp cậu cận chiến và chống chịu vượt xa người thường. Màu sắc biểu tượng của Taiyo là màu đỏ, tượng trưng cho quyết tâm, sự bảo vệ và cả tình yêu mạnh mẽ dành cho Mutsumi.
Yozakura Mutsumi (夜桜 六美)
Lồng tiếng bởi: Kaede Hondo
Nữ chính của bộ truyện, đồng thời là vợ của Asano Taiyo. Mutsumi dịu dàng, bao dung và luôn hành xử rất chín chắn, phẩm chất xứng đáng với vị trí Gia chủ đời thứ mười của gia tộc Yozakura. Mặc dù không sở hữu năng lực chiến đấu đặc biệt như các anh chị em trong nhà, Mutsumi lại là người duy nhất có thể sản sinh ra "Someinine", một chất đặc biệt trong máu chính là nguồn gốc tạo nên siêu năng lực của gia đình Yozakura. Nhờ khả năng này, cô chính là chiếc cầu nối duy nhất đảm bảo cho thế hệ gián điệp kế tiếp được ra đời, giữ vững truyền thống của gia tộc. Dưới vẻ ngoài yếu đuối và hiền lành, Mutsumi mang trong mình một ý chí kiên cường đáng kinh ngạc. Dù bị bảo bọc từ nhỏ, cô vẫn luôn đấu tranh để tự mình đứng vững và bảo vệ những người thân yêu. Màu sắc biểu tượng của Mutsumi là màu xanh lam, tượng trưng cho sự điềm tĩnh, trí tuệ và trái tim bao dung luôn hướng về gia đình.
Yozakura Kyoichiro (夜桜 凶一郎)
Lồng tiếng bởi: Katsuyuki Konishi, Miho Wataya (lúc bé)
Người con cả của gia tộc Yozakura, đồng thời là anh trai ruột của Yozakura Mutsumi. Kyoichiro nổi tiếng với sự ám ảnh đến mức cực đoan dành cho em gái mình, một tình cảm méo mó và bệnh hoạn, khiến anh sẵn sàng tra tấn hoặc giết bất cứ ai mà anh cho là mối đe dọa đối với Mutsumi. Chính vì vậy, mối quan hệ giữa Kyoichiro và Asano Taiyo, người chồng chính thức của Mutsumi, luôn căng thẳng và đối đầu. Dù miễn cưỡng chấp nhận cuộc hôn nhân này vì quy tắc "không được giết người trong gia đình", anh vẫn thường xuyên hành hạ Taiyo cả thể xác lẫn tinh thần. Kyoichiro sử dụng vũ khí tên là Steel Spider (Thép Nhện), những sợi chỉ thép siêu mảnh nhưng vô cùng sắc bén, có thể điều khiển theo ý muốn như một mạng nhện chết chóc. Ngoài ra, dưới thân phận giả, anh còn giữ chức hiệu phó tại ngôi trường nơi Mutsumi và Taiyo đang theo học, để tiện giám sát cả hai. Năng lực "Blooming" của Kyoichiro cho phép anh bao phủ các sợi chỉ bằng máu của chính mình, khiến chúng có khả năng phân rã và ăn mòn tất cả vật chất xung quanh từ kim loại, đá, đến cả cơ thể sống. Màu sắc biểu tượng của anh là màu đen tượng trưng cho bóng tối, sự kiểm soát tuyệt đối, và lòng thù hằn ẩn dưới vỏ bọc của tình yêu sai lệch.
Yozakura Futaba (夜桜 二刃)
Lồng tiếng bởi: Akari Kitō
Người con thứ hai trong gia tộc Yozakura. Dù vẻ ngoài có phần dữ dằn và nghiêm khắc, Futaba thực chất là một người rất giàu tình cảm, mang hơi hướng của một người mẹ, luôn chăm lo cho các em và thường xuyên giữ vai trò "quản thúc" những kẻ bốc đồng trong nhà. Futaba là một cao thủ võ thuật, đặc biệt tinh thông aikido và jūjutsu. Nhờ khả năng điều khiển luồng gió bằng võ công, những đòn thế của cô không chỉ mang sức mạnh cơ bắp mà còn có thể tạo ra áp lực khí, khiến đòn tấn công trở nên vừa linh hoạt, vừa hủy diệt. Năng lực "Blooming" của Futaba cho phép cô bao phủ cơ thể bằng một trường năng lượng đặc biệt, có khả năng hấp thụ và vô hiệu hóa mọi đòn tấn công từ vật lý đến năng lượng. Nhờ vậy, cô đóng vai trò phòng thủ cực kỳ quan trọng trong các trận chiến của gia tộc. Màu sắc biểu tượng của cô là trắng, tượng trưng cho sự thuần khiết, bảo vệ và sức mạnh ẩn giấu dưới vẻ ngoài nghiêm nghị.
Yozakura Shinzo (夜桜 辛三)
Lồng tiếng bởi: Kazuyuki Okitsu, Momoka Terasawa (lúc bé)
Người con thứ ba của gia tộc Yozakura. Shinzo có một "trái tim pha lê" dễ xúc động, dễ xấu hổ, và thường đỏ mặt mỗi khi bị chú ý, nhưng đằng sau vẻ ngoài vụng về đó lại là một người anh trai cực kỳ ấm áp và quan tâm đến gia đình. Shinzo là một chuyên gia vũ khí bẩm sinh. Anh có thể sử dụng thuần thục hầu như mọi loại vũ khí, từ dao, kiếm, súng, cho đến những thiết bị phức tạp hơn. Không chỉ thế, anh còn có khả năng chế tạo vũ khí riêng, trong đó đáng chú ý nhất là "Turmeric" một hợp kim biến hình có thể thay đổi cấu trúc và hình dạng tùy theo chiến đấu. Năng lực "Blooming" của Shinzo cho phép anh nhìn thấy "điểm yếu" của bất kỳ vật thể nào, từ đó biết chính xác cách để phá hủy nó hiệu quả nhất – dù đó là công trình vững chắc hay lớp giáp bất khả xâm phạm. Màu sắc biểu tượng của anh là xanh lục, phản ánh tính cách mềm mỏng, lòng trung thành và bản chất hỗ trợ âm thầm nhưng không thể thiếu của anh trong đội hình gia tộc.
Yozakura Shion (夜桜 四怨)
Lồng tiếng bởi: Aoi Yūki
Người con thứ tư trong gia tộc Yozakura. Shion mang phong thái thờ ơ, có phần lười biếng, nhưng thực chất lại cực kỳ hiếu thắng và ganh đua, đặc biệt khi liên quan đến công nghệ hoặc các trò chơi trí tuệ. Shion là một thiên tài công nghệ cô có khả năng xâm nhập, điều khiển và thao túng hệ thống máy tính ở cấp độ cực kỳ cao. Không chỉ là một hacker đơn thuần, Shion còn có thể lập trình và sáng tạo phần mềm phức tạp, thậm chí tái hiện thế giới ảo như một trò chơi điện tử để thu thập dữ liệu hoặc đối phó với kẻ thù. Năng lực "Blooming" của cô cho phép xử lý và phân tích thông tin ở tốc độ ngang với siêu máy tính, giúp cô đọc và phản ứng với dữ liệu nhanh đến mức gần như đoán trước hành động của đối phương. Màu sắc biểu tượng của Shion là hồng tím (magenta) sắc màu nổi bật đại diện cho sự lập dị, thông minh và nét cá tính khó đoán trong một thế giới gián điệp đầy biến động.
Yozakura Kengo (夜桜 嫌五)
Lồng tiếng bởi: Yoshitsugu Matsuoka
Người con thứ năm trong gia tộc Yozakura. Kengo là một người có tính cách tự do phóng khoáng, ghét bị gò bó bởi quy tắc hay nghĩa vụ. Anh luôn tìm kiếm niềm vui trong cuộc sống và thường né tránh công việc nếu không thật sự cần thiết. Ngoài ra, Kengo còn đặc biệt chăm chút cho ngoại hình, đặc biệt là làn da, xem đó như tài sản quý giá nhất. Dù lười biếng là vậy, Kengo lại là một bậc thầy cải trang và do thám. Anh có thể hoàn toàn thay đổi ngoại hình để trở thành bất kỳ ai, thậm chí bắt chước giọng nói và cách nói chuyện một cách hoàn hảo, khiến người đối diện không thể phát hiện. Năng lực "Blooming" của anh cho phép Goliath "đồng cảm" với đối thủ, cảm nhận và đọc được suy nghĩ, cảm xúc và cả bản chất sâu bên trong con người họ. Nhờ khả năng này, anh không chỉ là gián điệp bậc nhất, mà còn là người hiểu rõ đối phương đến mức khiến họ tự bộc lộ điểm yếu. Màu sắc biểu tượng của Kengo là vàng, tượng trưng cho sự hoạt bát, tinh ranh và ánh sáng của trực giác mạnh mẽ mà anh mang theo trong các nhiệm vụ ngầm.
Yozakura Nanao (夜桜 七悪)
Lồng tiếng bởi: Yumi Uchiyama
Người con út của gia tộc Yozakura, Nanao là người hiền lành và tử tế nhất trong các anh chị em. Tuy nhiên, ẩn sau vẻ ngoài ngây thơ đó là một mặt tối vô thức, một sự đáng sợ đến từ khả năng và quá khứ của cậu mà ngay chính bản thân cũng không hoàn toàn kiểm soát được. Nanao là một thiên tài y học, có thể điều chế hàng loạt loại dược phẩm từ thuốc độc chết người đến thuốc chữa lành vết thương. Do từng là đối tượng của nhiều cuộc thí nghiệm đột biến, cơ thể cậu giờ đây không còn hoàn toàn là con người, dù cậu có thể biến đổi ngoại hình để trông giống người thường. Năng lực "Blooming" của Nanao cho phép cậu giải độc mọi loại chất độc. Tuy nhiên, mỗi loại độc lại gây ra tác dụng phụ khác nhau: ví dụ như plutonium khiến cậu phát sáng, hay độc tố cá nóc khiến bụng cậu phồng lên. Màu sắc biểu tượng của Nanao là xanh lam ngọc (turquoise), tượng trưng cho sự tinh khiết, trong trẻo nhưng cũng mang sắc thái bí ẩn của thế giới y học và độc dược mà cậu nắm giữ.
Goliath (ゴリアテ)
Lồng tiếng bởi: Yoshitsugu Matsuoka
Chó hộ vệ của gia tộc Yozakura. Goliath là một chó sói Okami, đã bảo vệ gia tộc qua nhiều thế hệ. Dù là chó, Goliath sở hữu trí tuệ và sức mạnh vượt xa sinh vật bình thường, và luôn trung thành tuyệt đối với các thành viên trong gia đình. Goliath có khả năng thay đổi kích thước cơ thể theo ý muốn, từ hình dạng nhỏ nhắn như thú nuôi đến kích cỡ khổng lồ để chiến đấu.
Yozakura Ban (夜桜 万)
Lồng tiếng bởi: Kazuhiko Inoue
Ông ngoại của các anh chị em nhà Yozakura, và là chồng của Keiko. Dù đã lớn tuổi, ông vẫn giữ được khí chất đặc biệt của một thành viên gia tộc điệp viên, với bề dày kinh nghiệm và sự uy nghiêm khiến người khác phải nể trọng.
Yozakura Keiko (夜桜 京子)
Lồng tiếng bởi: Eiko Yamada
Bà ngoại của các anh chị em nhà Yozakura. Bà là đời gia chủ thứ tám của gia tộc Yozakura, và cũng là vợ của Hazakura. Keiko được kính nể không chỉ bởi cương vị từng là người đứng đầu gia tộc, mà còn bởi sự thông tuệ và khí chất mạnh mẽ của bà. Dù đã lui về sau, bà vẫn giữ vai trò quan trọng trong việc chỉ dẫn và hỗ trợ thế hệ sau trong gia tộc.
Yozakura Rei (夜桜 零)
Lồng tiếng bởi: Noriko Hidaka
Mẹ của các anh chị em nhà Yozakura, và là đời gia chủ thứ chín của gia tộc. Trước đây, bà là người dẫn dắt gia tộc với sự điềm đạm, trí tuệ và tinh thần trách nhiệm cao. Trong một sự kiện bi thảm, bà cùng với con gái Mutsumi đã bị Tanpopo bắt cóc. Trong quá trình ấy, Rei đã hy sinh, còn Mutsumi may mắn sống sót. Sự mất mát của bà để lại một vết thương sâu sắc trong lòng các thành viên trong gia tộc, và trở thành một động lực quan trọng thúc đẩy câu chuyện của cả bộ truyện.

### Hinagiku
Aoi Sui (蒼 翠)
Lồng tiếng bởi: Koki Uchiyama
Một trong những thủ lĩnh của tổ chức Hinagiku, đồng thời là bạn của Mutsumi. Aoi có phong thái tao nhã nhưng lối hành xử lại rất... khó lường. Kỹ năng chiến đấu đặc trưng của anh là các đòn đánh cắt rách quần áo, sử dụng một chiêu thức đặc biệt có độ chính xác gần như tuyệt đối, đòn đầu tiên luôn nhắm vào ngực đối phương. Dù phong cách chiến đấu có phần lập dị, Aoi là một đồng minh đáng tin cậy và là người có lòng trung thành cao với Mutsumi và chính nghĩa.
Fudo Rin (不動 りん)
Lồng tiếng bởi: Romi Park
Người đứng đầu tổ chức Hinagiku. Cô là một phụ nữ cao ráo, quyến rũ và mạnh mẽ. Trong quá khứ, cô từng bị Tanpopo bắt giữ, một biến cố khiến cô quyết định thành lập Hinagiku để chống lại tổ chức đó. Cô từng là bạn học với Kyoichiro và Seiji. Tuy nhiên, cô không hề hòa hợp với Kyoichiro, hai người thường xuyên va chạm và tranh cãi, khiến Mutsumi không ít lần đau đầu vì phải đứng giữa.

### Tanpopo
Kawashita Makoto (皮下 真)
Lồng tiếng bởi: Yūji Ueda
Một bác sĩ có liên quan đến tổ chức Tanpopo. Ông là người được giao nhiệm vụ nghiên cứu về gia tộc Yozakura, đặc biệt là khả năng đặc biệt của dòng máu trong gia tộc này. Dù có vẻ ngoài điềm tĩnh và trí thức, Kuro lại là người lạnh lùng, sẵn sàng làm mọi thứ vì khoa học kể cả vi phạm đạo đức hay sử dụng con người làm vật thí nghiệm.
Yozakura Momo (夜桜 百)
Lồng tiếng bởi: Koichi Yamadera
Gia trưởng của gia tộc Yozakura. Ông là người có liên quan trực tiếp đến vụ bắt cóc Rei và Mutsumi, sự kiện dẫn đến cái chết của Rei, trong khi Mutsumi may mắn sống sót sau khi được Kyoichiro tìm thấy. Kể từ sau biến cố đó, Shinzo hoàn toàn biến mất khỏi tầm mắt của gia tộc và chưa từng xuất hiện trở lại.
Yozakura Tsubomi (夜桜 つぼみ)
Lồng tiếng bởi: Yukana
Thủ lĩnh đời đầu tiên của gia tộc Yozakura. Bà từng là một tù nhân bị Makoto dùng làm đối tượng thí nghiệm trong thời kỳ Thế chiến thứ hai. Năng lực đặc biệt của Nana là khả năng chữa lành vết thương cho người khác một trong những nền móng ban đầu tạo nên sức mạnh đặc biệt của dòng máu Yozakura.
Shirai Yuki (白井 雪) / Hakuja (ハクジャ)
Lồng tiếng bởi: Rina Satō
Thành viên của Nijibana, một nhóm trực thuộc tổ chức Tanpopo. Trước đây, cô từng là bệnh nhân được cha mẹ của Taiyo là Akari và Hide chăm sóc. Vũ khí chính của cô là mái tóc dài màu trắng đặc trưng của cô. Do ảnh hưởng từ các thí nghiệm Hazakura, toàn bộ sức mạnh được tập trung vào mái tóc, khiến nó trở nên vô cùng nguy hiểm và có thể dùng như vũ khí trong chiến đấu.
Mizuki (ミズキ)
Lồng tiếng bởi: Kenji Nojima
Một trong những thủ lĩnh của Tanpopo, đồng thời là thành viên thuộc nhóm Nijibana. Mizuki sở hữu khả năng điều khiển các loại khí độc, biến chúng thành vũ khí chính trong chiến đấu. Quê hương của Mizuki từng bị ô nhiễm đất nghiêm trọng, dẫn đến một đại dịch đã cướp đi sinh mạng của nhiều người dân, bao gồm cả vợ và con gái ông. Khi gần như đã cận kề cái chết, Mizuki được Makoto cứu sống và từ đó gia nhập hàng ngũ Tanpopo.
Akasaka Miki (赤坂 ミキ) / Akai (アカイ)
Lồng tiếng bởi: Ami Koshimizu
Một trong những thủ lĩnh của tổ chức Tanpopo. Năm 17 tuổi, ngôi nhà của cô bị thiêu rụi bởi một kẻ phóng hỏa, khiến gia đình cô thiệt mạng. Sau bi kịch đó, Akasaka Miki được Kawashita Makoto cứu sống bằng cách cấy ghép các bộ phận cơ thể từ anh chị em cô, những người đã mất trong vụ cháy, đồng thời tiêm vào cô thuốc Hazakura. Nhờ đó, Akasaka Miki có được khả năng điều khiển lửa và sau này đã dùng chính sức mạnh ấy để trả thù kẻ phóng hỏa năm xưa.

## Phương tiện truyền thông

### Manga
Được sáng tác và minh họa bởi Hitsuji Gondaira, Nhiệm vụ tối thượng nhà Yozakura được đăng dài kỳ trên tạp chí shōnen Weekly Shōnen Jump của Shueisha từ ngày 26 tháng 8 năm 2019 đến ngày 20 tháng 1 năm 2025. Shueisha đã tổng hợp các chương truyện thành 29 tập tankōbon, phát hành từ ngày 4 tháng 2 năm 2020, đến ngày 4 tháng 3 năm 2025.
Phiên bản tiếng Anh của manga được Viz Media phát hành dưới dạng kỹ thuật số trên nền tảng Shonen Jump. Đồng thời, Shueisha cũng phát hành song song bản tiếng Anh miễn phí trên ứng dụng và website Manga Plus. Viz Media bắt đầu xuất bản các tập in giấy từ ngày 18 tháng 10 năm 2022.
Tại Việt Nam, bộ truyện được Nhà xuất bản Kim Đồng phát hành với tựa đề Nhiệm vụ tối thượng nhà Yozakura. Ấn bản tiếng Việt giữ nguyên tên nhân vật theo phong cách Nhật Bản và văn phong sát nguyên tác. Các tập truyện bắt đầu phát hành từ tháng 5 năm 2023.

#### Tập truyện
| - Nhiệm vụ 1: "Chiếc nhẫn Sakura" (桜の指輪 Sakura no Yubiwa) - Nhiệm vụ 2: "Nguồn sống của gia tộc Yozakura" (夜桜のいの命 Yozakura no Raifurain) - Nhiệm vụ 3: "Cảm xúc" (気持ち Kimochi) - Nhiệm vụ 4: "Đoạt lại chiếc nhẫn" (指輪取戻 Yubiwa o Torimodosu) | - Nhiệm vụ 5: "Con tin" (人質 Hitojichi) - Nhiệm vụ 6: "Vận chuyển hoa đến trụ sở" (フラワー使本社 Furawā-shi Honsha) - Nhiệm vụ 7: "Cuộc đột kích bất ngờ" (襲撃 Shūgeki) |

| - Nhiệm vụ 8: "Ba phút" (3分 3-Bu) - Nhiệm vụ 9: "Cuộc điều tra" (取り調べ Torishirabe) - Nhiệm vụ 10: "Shinzo" (辛三 Shinzō) - Nhiệm vụ 11: "Sự cố" (バグ Bagu) - Nhiệm vụ 12: "Ngủ gật" (居眠り Inemuri) | - Nhiệm vụ 13: "Kẻ mạo danh" (偽者 Nisemono) - Nhiệm vụ 14: "Hẹn hò" (デート Dēto) - Nhiệm vụ 15: "Thần tình yêu của cô gái kim" (クピッドの針 Kupido no Hari) - Nhiệm vụ 16: "Tiệm đồ chơi của thế giới ngầm" (黄泉玩具屋 Yomi Omochaya) - Bonus Story 1: "Goliath on a Moonlit Night" - Bonus Story 2: "Temple Offering" |

| - Nhiệm vụ 17: "Đại chiến thể thao" (体育戦争 Taiiku Sensō) - Nhiệm vụ 18: "Lễ cưới" (披露宴 Kekkon Hirōen) - Nhiệm vụ 19: "Điệp viên công chức" (公務員スパイ Kōmuin Supai) - Nhiệm vụ 20: "Điệp viên làm gián điệp" (スパイのスパイ Supai no Supai) - Nhiệm vụ 21: "Hinagiku" (ヒナギク Hinagiku) | - Nhiệm vụ 22: "Bóng dáng Kuroyuri" (黒百合党 Kuroyuri tō) - Nhiệm vụ 23: "Sự thật" (真実 Shinjitsu) - Nhiệm vụ 24: "Hoa ngôn diệp của Kuroyuri" (黒百合 の花言葉 Kuroyuri no Hanakotoba) - Nhiệm vụ 25: "Thông tin" (情報 Jōhō) |

| - Mission 26: "The Hinagiku Hot Pot" (ヒナギク鍋 Hinagiku Nabe) - Mission 27: "The Yozakura Family Maid" (夜桜のメイド Yozakura no Meido) - Mission 28: "Cheating" (浮気 Uwaki) - Mission 29: "Yozakura Ghost Stories" (夜桜の怪談 Yozakura no Kaidan) - Mission 30: "Shopping Trip" (お買い物 O Kaimono) | - Mission 31: "Prison Break Grandpa" (プリズンジジブレイク Purizun Jiji Bureiku) - Mission 32: "Nanao's Medicine, Part 1" (七悪のくすり(前編) Nanao no Kusuri (Zenpen)) - Mission 33: "Nanao's Medicine, Part 2" (七悪のくすり(後編) Nanao no Kusuri (Kohen)) - Mission 34: "Spy License" (スパイ免許証 Supai Menkyoshō) |

| - Mission 35: "Library of the Dead" (故人の図書館 Kojin no Toshokan) - Mission 36: "Tanpopo" (タンポポ) - Mission 37: "Goliath's Walk" (ゴリアテのさんぽ Goriate no Sanpo) - Mission 38: "Winners & Losers" (勝ち組と負け組 Kachi-gumi to Make-gumi) - Mission 39: "The Aquarium Trap" (水族館の罠 Suizokukan no Wana) | - Mission 40: "Capturing Kengo" (嫌五捕獲大作戦 Iyana Hokaku Senryaku) - Mission 41: "Sosuke's License Renewal" (草助の免許更新 Sōsuke no Menkyo Kōshin) - Mission 42: "Fishing" (魚釣り Sakanatsuri) - Mission 43: "Inmate Taiyo Asano" (囚人朝野太陽 Shūjin Asano Taiyō) |

| - Mission 44: "Aim for the Suite Room" (目指せスイートルーム Mezase Suītorūmu) - Mission 45: "Vs. Nohmen" (VS ノウメン VS Noumen) - Mission 46: "The Unseen Gunshot Wound" (見えない銃創 Mienai Jūsō) - Mission 47: "Yozakura Blood" (夜桜の血 Yozakura no Chi) - Mission 48: "Clearing the Yard" (庭掃除 Niwa Soji) | - Mission 49: "Father" (父 Chichi) - Mission 50: "Mutsumi's Cooking" (六美クッキング Mutsumi Kukkingu) - Mission 51: "Beast Crossing" (ケダモノの森 Kedamono no Mori) - Mission 52: "Yozakura Hot Springs Story, Part 1" (夜桜温泉物語 (前編) Yozakura Onsen Monogatari (Zenpen)) |

| - Mission 53: "Yozakura Hot Springs Story, Part 2" (夜桜温泉物語 (後編) Yozakura Onsen Monogatari (Kohen)) - Mission 54: "Original Spy Fan Submissions Revealed!" (オリジナルスパイ大募集結果発表!! Orijinaru Supai dai Boshū Kekka Happyō!!) - Mission 55: "Steam Locomotive Gerbera" (蒸気機関車「ガーベラ」 Jōki Kikan-sha `Gābera') - Mission 56: "A Drug Called Tanpopo" (タンポポという薬 Tanpopo to iu Kusuri) - Mission 57: "Sun Earrings" (太陽のピアス Taiyō no Piasu) | - Mission 58: "Just My Normal" (あたりまえ Atarimae) - Mission 59: "Final Destination" (終点 Shūten) - Mission 60: "Baby Taiyo" (ベビー太陽 Bebī Taiyō) - Mission 61: "Together with Grandpa" (おじいちゃと一緒 Ojīcha to Issho) |

| - Mission 62: "Yozakura Front Lines" (夜桜前線 Yozakura Zensen) - Mission 63: "The Blooming" (開花 Kaika) - Mission 64: "The Yozakura Roots" (夜桜の根 Yozakura no Ne) - Mission 65: "A Game of Old Maid Decides the Fate of the Yozakura Couple!!" (夜桜夫婦ババ抜き大決戦 Yozakura Fūfu Baba-nuki Daisakusen) - Mission 66: "Cherry Blossom Viewing Party" (お花見 O Hana mi) | - Mission 67: "5,000 Meters Above Skeleton Island" (白骨島上空5000m Shirahone Tō Jōkū 5000 m) - Mission 68: "Break Through The Shutters" (開閉口突破 Kaihei-guchi Toppa) - Mission 69: "Blooming of Cherry Blossom Leaf Hazakura" (葉桜の開花 Hazakura no Kaika) - Mission 70: "Easterly Wind" (東風 Kochi) |

| - Mission 71: "Shinzo vs. Kurosawa" (辛三 VS クロサワ Shinzou Vs Kurosawa) - Mission 72: "Weapon" (武器 Buki) - Mission 73: "Fear" (恐怖 Kyōfu) - Mission 74: "Seed Sowing Project" (種まき計画 Tanemaki Keikaku) - Mission 75: "Shion & Kengo vs. Cha-Cha & Aonuma" (四怨 & 嫌五 VS チャチャ & アオヌマ Shion & Kengo VS Cha-Cha & Aonuma) | - Mission 76: "Melting Snow" (雪解け Yukidoke) - Mission 77: "Society" (社会 Shakai) - Mission 78: "Ai and Mizuki" (アイとミズキ Ai to Mizuki) - Mission 79: "Makoto Kawashita" (皮下 真 Kawashita Makoto) |

| - Mission 80: "Resonance" (共鳴 Kyōmei) - Mission 81: "Old Blood" (旧い血 Furui chi) - Mission 82: "Heartbeat" (鼓動 Kodō) - Mission 83: "Kawashita vs. the Yozakura Siblings" (皮下 VS夜桜兄妹 Kawashita VS Yozakura Kyōdai) - Mission 84: "Mission Complete" (作戦終了 Sakusen Shūryō) | - Mission 85: "Graveside" (墓前 Bozen) - Mission 86: "Ai Comes to the Yozakura Family" (アイさん夜桜家へ Ai-san Yozakura-ka e) - Mission 87: "Operation: Shion's Date Outfit" (四怨デートコーデ大作戦 Shion Dētokōde Daisakusen) - Mission 88: "Blooming and Rumors" (開花と噂 Kaika to Uwasa) |

| - Mission 89: "Dream" (夢 Yume) - Mission 90: "Spy Advancement Exam" (スパイ昇級試験 Supai Shōkyū Shiken) - Mission 91: "First Stage Examiner Shinzo Yozakura" (一次試験官夜桜辛三 Ichiji Shiken-kan Yozakura Shinzō) - Mission 92: "Fear" (怖さ Kowasa) - Mission 93: "Second Exam Stage Examiner Futaba Yozakura" (二次試験官 夜桜二刃 Niiji Shiken-kan Yozakura Futaba) | - Mission 94: "The Eldest Sister's Gaze" (長女の眼差し Chōjo no Manazashi) - Mission 95: "Final Examiner - Kyoichiro Yozakura" (最終試験感 夜桜凶一郎 Saishū Shiken-kan Yozakura KyōIchirō) - Mission 96: "The Fruit of Love" (愛の結晶 Ai no Kesshō) - Mission 97: "Exam Complete" (試験終了 Shiken Shūryō) |

| - Mission 98: "The Brother Shinzo Safety Watch Team" (辛三兄ちゃん見守り隊 Shinzō Nīchan Mimamoritai) - Mission 99: "Mini Kyoichiro" (ミニ凶一郎 Mini Kyouichirou) - Mission 100: "Father and Children" (父と子と Chichi to Ko to) - Mission 100β: "Ai of the Yozakura Family" (夜桜さんちのアイさん Yozakura-san Chi no ai-san) - Mission 101: "Tsubomi and Momo" (つぼみと百 Tsubomi to Momo) | - Mission 102: "New Cherry Blossoms" (新しい桜 Atarashī Sakura) - Mission 103: "The Dr. Mutsumi Clinic" (Dr. 六美診療所 Dokutā Mutsumi Shinryōsho) - Mission 104: "Shion's Computer Class" (四怨のパソコン教室 Shion no Pasokon Kyōshitsu) - Mission 105: "Mutsumi's Major Diet" (六美ダイエット大作戦 Mutsumi Daietto Daisakusen) |

| - Mission 106: "At the Old Yozakura Residence" (旧夜桜邸にて Kyū Yozakura-tei Nite) - Mission 107: "Lady Ninomae, The Second Head" (二代目当主ニノ前御前 Nidaime Tōshu Ninome Gozen) - Mission 108: "Mission: Major Cleanup!" (おそうじ大作戦 Osōji Daisakusen) - Mission 109: "Kengo's Post-Bath Egg-White Skin" (嫌五の湯上がり卵肌 Kengo no Yuagari Tamago Hada) - Mission 110: "The Yozakura Silk Mill" (夜桜製糸場 Yozakura Seishi-ba) | - Mission 111: "Tsubomi and Mutsumi" (つぼみ と 六美 Tsubomi to Mutsumi) - Mission 112: "Ai's Errand" (アイさんのおつかい Ai-san no Otsukai) - Mission 113: "Nanao Hazard" (ななお ハザード Nanao Hazādo) - Mission 114: "Decisive Battle of the Eldest Children" (長子決戦 Chōshi Kessen) |

| - Mission 115: "Yozakura Film Festival" (夜桜映画祭 Yozakura Eiga Sai) - Mission 116: "Shinzo the Bodybuilder" (ボディビルダー辛三 Bodibirudā Shinzō-san) - Mission 117: "Kyoichiro's Disappearance" (凶一郎の消失 Kyōichirō no Shōshitsu) - Mission 118: "Path of Retreat" (退路 Tairo) - Mission 119: "Mutsumi and Kyoichiro" (六美と凶一郎 Mutsumi to Kyōichirō) | - Mission 120: "Rejection" (拒絶 Kyozetsu) - Mission 121: "Family Meeting" (家族会議 Kazoku Kaigi) - Mission 122: "Eldest Son Search Strategy" (長男捜索大作戦 Chōnan Sōsaku dai Sakusen) - Mission 123: "Spy Association Chairman Izumo Kai" (スパイ協会会長 出雲灰 Supai Kyōkai Kaichō Izumo hai) |

| - Mission 124: "Kyoichiro vs. The Yozakura Siblings" (凶一郎 VS 夜桜兄弟 KyōIchirō VS Yozakura Kyōdai) - Mission 125: "I Won't Let You Go" (行かせない Ikasenai) - Mission 126: "My Precious Family" (大事な家族 Daijina Kazoku) - Mission 127: "Idiot" (ばか Baka) - Mission 128: "We're Home" (ただいま Tadaima) | - Mission 129: "Let's Be a Family Again" (家族になるう Kazoku ni Narū) - Mission 130: "Eldest Brother Family Day of Payback" (長男家族サービースデー Chōnan Kazoku Sābīsu Dē) - Mission 131: "Family Restaurant Meeting with Dad" (ファミリーレス父子会談 Famirīresu Fushi Kaidan) - Mission 132: "Chase" (追跡 Tsuiseki) |

| - Mission 133: "The Yozakura Siblings vs. ?" (夜桜姉弟 VS ？ Yozakura Kyōdai Bāsasu ?) - Mission 134: "Zero Points" (0点 Zero-ten) - Mission 135: "The Gold-Rank Spy Meeting Part 1" (金級会議（前編) Kin-kyū Kaigi (Zenpen)) - Mission 136: "The Gold-Rank Spy Meeting Part 2" (金級会議（-編) Kin-kyū Kaigi (Nipen)) - Mission 137: "Apology Video" (謝罪 動画 Shazai Dōga) | - Mission 138: "Gold-Rank Spy Alexandryu" (金級アレクサンド龍 Kin-kyū Arekusando Ryū) - Mission 139: "Gold-Rank Spy Shura" (金級 修羅 Kin-kyū Shura) - Mission 140: "In the Library" (図書館にて Toshokan Nite) - Mission 141: "Objectives" (狙い Nerai) |

| - Mission 142: "Separation" (分断 Bundan) - Mission 143: "Making Soba Noodles" (そば打ち Soba-uchi) - Mission 144: "Gold-Rank Spy Giga" (金級「 G ｣ Kin-kyū Gīga) - Mission 145: "Gold-Rank Spy Hulang" (金級「虎狼」 Kin-kyū Hǔláng) - Mission 146: "Sparring" (組手 Kumite) | - Mission 147: "Mission: Sibling Retrieval Begins" (姉弟奪還作戦開始 Kyōdai Dakkan Sakusen Kaishi) - Mission 148: "Separation" (分断 Bundan) - Mission 149. "Yozakura Family Feud" (夜桜兄妹対決 Yozakura Kyōdai Taiketsu) - Mission 150. "Touch" (触れる Fureru) |

| - Mission 151. "Shinzo's Memories" (辛三の記憶 Shinzo-san no Kioku) - Mission 152. "Smarts" (スマート Sumāto) - Mission 153. "Analysis" (解析 Kaiseki) - Mission 154. "In Mother's Arms" (母さんの腕 Kāsan no Ude) - Mission 155. "Disaster" (異変 Ihen) | - Mission 156. "Dreams" (夢 Yume) - Mission 157. "I Love You" (愛してる Aishiteru) - Mission 158. "Void" (無 Mu) - Mission 159. "Momo & Rei" (百と零 Moto to Rei) |

| - Mission 160. "Interruption" (横槍 Yokoyari) - Mission 161. "A Drive Across The Sea" (海上ドライブ Kaijō Doraibu) - Mission 162. "Career Counseling" (進路指導 Shinro Shidō) - Mission 163. "Wedding Anniversary Wars" (結婚記念日戦争 Kekkon Kinenbi Sensō) - Mission 164. "Tsubomi's Visit" (つぼみ来訪 Tsubomi Raihō) | - Mission 165. "Asa" (旦) - Mission 166. "Tsubomi & Asa" (つぼみと旦 Tsubomi to Asa) - Mission 167. "Yozakura Family Album" (夜桜アルバム Yozakura Arubamu) - Mission 168. "Momo's Video Letter" (百のビデオレター Hyaku no Bideo Retā) |

| - Mission 169. "The Letters" (手紙の中身 Tegami no Nakami) - Mission 170. "Mission: Yozakura Family" (夜桜さんちの大作戦 Yozakura-san Chi no Daisakusen) - Mission 171. "The Yozakura Family's 11th Generation" ( 夜桜さんちの11代目 Yozakura-san Chi no 11-daime) - Mission 172. "I'm Sorry" (ごめんね Gomen ne) - Mission 173. "Taiyo Yozakura" (夜桜 太陽 Yozakura Taiyo) | - Mission 174. "Teiou Academy" (帝桜学園 Teiō Gakuen) - Mission 175. "Uncle Kyoichiro" (凶一郎おじさん KyōIchirō Ojisan) - Mission 176. "Uncle Kyoichiro vs. Papa Taiyo" (凶一郎おじさんVS太陽パパ KyōIchirō Ojisan VS Taiyō Papa) - Mission 177. "Yozakura Family Stamp Card" (夜桜さんちのスタンプカード Yozakura-san Chi no Sutanpukādo) |

| - Mission 178. "Auntie Futaba" (二刃おばちゃん Futaba Oba-chan) - Mission 179. "Hifumi vs. Auntie Futaba" (ひふみVS二刃おばちゃん Hifumi VS Futaba Oba-chan) - Mission 180. "Friends?" (友達? Tomodachi?) - Mission 181. "Aunt Shion vs. Uncle Kengo" (四怨おばちゃんVS嫌五おじちゃん Shion Oba-chan VS Kengo Ojisan) - Mission 182. "The Middle Kids vs. The Twins" (年中組VS双子 Nenchū Kumi VS Futago) | - Mission 183. "Bad-Alpha" (悪ふぁ Warufa) - Mission 184. "Operation Capture Alpha" (あるふぁ捕獲作戦 Arufa Hokaku Sakusen) - Mission 185. "Operation Nursing Alpha" (あるふぁ 看病大作戦 Arufa Kanbyō Daisakusen) - Mission 186. "Seven Thousand Miles to Visit Nanao" (七悪を訪ねて三千里 Nanao o Tazunete Sanzenri) |

| - Mission 187. "Uncle Kyoichiro Wants to Be Loved" (凶一郎おじちゃんは愛されたい Kyōichirō Oji-chan wa Aisaretai) - Mission 188. "An Island at the Edge of the North" (北の果ての小島 Kita no Hate no Kojima) - Mission 189. "The Nanao Dungeon" (七悪ダンジョン Nanao Danjon) - Mission 190. "King Nanao, The Mid Boss" (中ボス キングななお Nakabosu Kinguna Nanao) - Mission 191. "Twins' Bickering" (双子げんか Futago-genka) | - Mission 192. "The Twins Are Mad!" (ふたご は おこっている!! Futago wa Okotte Iru!!) - Mission 193. "The Twins Grew Up" (大人な双子 Otonana Futago) - Mission 194. "Shinzo's Wedding Ceremony" (辛三の結婚式 Shinzō no Kekkonshiki) - Mission 195. "Alexandryu vs. The Yozakura Family" (アレクサンド龍VS夜桜兄妹 Arekusandoryū VS Yozakura Kyōdai) |

| - Mission 196. "The Ceremony Begins" (結婚式開宴 Kekkonshiki Kaien) - Mission 197. "Family Battle Planning Meeting" (親子作戦会議 Oyako Sakusen Kaigi) - Mission 198. "The Twins' Presents" (双子プレゼントタイム Futago Purezento Taimu) - Mission 199. "Taiyo Yozakura vs. Alexandryu" (夜桜太陽VSアレクサンド龍 Yozakura Taiyō VS Arekusandoryū) - Mission 200. "True Spring Blooming" (開花春来 Kaika Haruki) | - Mission 201. "Party's Over" (お開き Ohiraki) - Mission 202. "Mozu & Ryu & Asa" (もずと龍と旦 Mozu to Ryū to Asa) - Mission 203. "Taiyo's Escape" (逃亡者太陽 Tōbōsha Taiyō) - Mission 204. "The Many Faces of Hifumi" (ひふみ七変化 Hifumi Shichihenge) |

| - Mission 205. "An interview with Mutsumi" (六美の面接 Mutsumi no Mensetsu) - Mission 206. "The Twins' Secret Mission" (双子大作戦 Futago dai Sakusen) - Mission 207. "The Second Mission: Yozakura Frontlines" (第二次夜桜戦線 Dainiji Yozakura Sensen) - Mission 208. "Spartan Futaba" (スパルタ二刃 Suparuta Futaba) - Mission 209. "Futaba The Tracker" (追跡者二刃 Tsuiseki-sha Futaba) | - Mission 210. "Guardian Hifumi" (保護者ひふみ Hogosha Hifumi) - Mission 211. "Hifumi & Nii" (ひふみと二 Hifumi to Ni) - Mission 212. "Eldest Daughter Vs. Eldest Daughter" (長女vs長女 Chōjo vs Chōjo) - Mission 213. "Kazu & Nii" (一と二 Kazu to Ni) |

| - Mission 214. "Hifumi's Blooming" (ひふみの開花 Hifumi no Kaika) - Mission 215. "Hifumi Vs. Kyoichiro" (ひふみVS凶一郎 Hifumi VS Kyōichirō) - Mission 216. "Uncle and Niece" (おじちゃんと姪 Oji-chan to Mei) - Mission 217. "Hifumi's Choice" (ひふみの選択 Hifumi no Sentaku) - Mission 218. "An Academy Ghost Story" (学校の怪談 Gakkō no Kaidan) | - Mission 219. "Grown-Up Bad Alpha" (オトナ悪ふぁ Otona Warufa) - Mission 220. "Shinzo VS. Alpha" (辛三VSあるふぁ Shinzo VS Arufa) - Mission 221. "Alpha's Blooming" (あるふぁの開花 Arufa no Kaika) - Mission 222. "Precognition" (予知 Yochi) |

| - Mission 223. "Legion" (軍団 Gundan) - Mission 224. "The Battle Begins" (開戦 Kaisen) - Mission 225. "The Second Operation Yozakura Front Lines: Final Stage" (第二次夜桜前線 最終章 Dai ni ji Yozakura Zensen Saishū Shūshō) - Mission 225 β. "Yozakura Album" (夜桜アルバム Yozakura Arubamu) - Mission 226. "The Yozakura Entrapment Net" (夜桜包囲網 Yozakura Hōi-mō) - Mission 227. "Betrayal" (裏切り Uragiri) | - Mission 228. "Kyoichiro & Hai" (凶一郎と灰 Kyōichirō to Hai) - Mission 229. "Psych" (なんちって Nan Chitte) - Mission 230. "Prophecy" (予言 Yogen) - Mission 231. "Taiyo and Asa" (太陽と旦 Taiyō to Asa) |

| - Mission 232. "Kengo and Hulang" (嫌五と虎狼 Kengo to Hǔláng) - Mission 233. "Vainglory" (唯我独尊 Yuiga Dokuson) - Mission 234. "Cosmetic" (化粧 Keshō) - Mission 235. "Ryu's Scoop" (龍の特ダネ Ryū no Tokudane) - Mission 236. "Regenerate" (再生 Saisei) | - Mission 237. "Asa's Plan" (旦の計画 Asa no Keikaku) - Mission 238. "Team Shion" (チーム四怨 Chīmu Shion) - Mission 239. "Shion Finale" (全能なる四怨様 Zen'nō naru Shion-sama) - Mission 240. "One More Time" (もう一度 Mōichido) |

| - Mission 241. "Mozu and Dan" (もずと旦 Mozu to Dan) - Mission 242. "Regression" (回帰 Kaiki) - Mission 243. "Taiyo VS Asa" (夜桜太陽VS旦 Yozakura Taiyō VS Asa) - Mission 244. "The Tenth Generation Yozakura Couple" (10代目夜桜夫婦 10-daime Yozakura Fūfu) - Mission 245. "Conquest" (制服 Seifuku) | - Mission 246. "Commence the Mission" (作戦実行 Sakusen Jikkō) - Mission 247. "Kyoichiro's Infiltration" (凶一郎潜入 Kyōichirō Sen'nyū) - Mission 248. "Bad Boy" (悪い子たち Warui ko-tachi) - Mission 249. "Busted" (バレる Bareru) |

| - Mission 250. "Division" (分割 Bunkatsu) - Mission 251. "Awakening" (目覚め Mezame) - Mission 252. "Daybreak" (日の出 Hinode) - Mission 253. "Transformation" (変化 Henka) - Mission 254. "Battle's End" (決着 Ketchaku) | - Mission 255. "Taiyo & Kyoichiro" (太陽と凶一郎 Taiyō to Kyōichirō) - Mission 256. "Banquet, Part 1" (披露宴 （前編） Hirōen (Zenpen)) - Mission 257. "Banquet, Part 2" (披露宴 （後編） Hirōen (Kōhen)) - Final Mission. "The Yozakura Family's Mission Continues On" (今日も夜桜さんちは大作戦 Kyō mo Yozakura-san Chi wa Daisakusen) |

### Novels
Vào tháng 10 năm 2022, nhân dịp kỷ niệm 3 năm phát hành manga, Nhiệm vụ tối thượng nhà Yozakura đã được công bố sẽ có tiểu thuyết chuyển thể. Tác phẩm đầu tiên có tựa đề Yozakura-san Chi no Daisakusen Yozakura-ka Kansatsu Nikki (夜桜さんちの大作戦 夜桜家観察日記), được phát hành vào ngày 4 tháng 7 năm 2023. Tác phẩm thứ hai có tựa đề Yozakura-san Chi no Daisakusen Orusuban Daisakusen-hen (夜桜さんちの大作戦　おるすばん大作戦編) ra mắt vào ngày 4 tháng 4 năm 2024. Tác phẩm thứ ba có tựa đề Yozakura-san Chi no Daisakusen Hifumi to Alpha no Seichō Kiroku-hen (夜桜さんちの大作戦 ひふみとあるふぁの成長記録編) dự kiến phát hành vào ngày 4 tháng 3 năm 2025.

### Anime
Vào tháng 12 năm 2022, Nhiệm vụ tối thượng nhà Yozakura được công bố sẽ được chuyển thể thành anime truyền hình do Silver Link sản xuất. Bộ anime được Mirai Minato đạo diễn và kịch bản. Mizuki Takahashi đảm nhận vai trò thiết kế nhân vật và đạo diễn hình ảnh. Âm nhạc được sáng tác bởi Kōji Fujimoto và Osamu Sasaki. Phim phát sóng từ ngày 7 tháng 4 đến ngày 6 tháng 10 năm 2024, Bộ anime được phát sóng vào khung giờ 5 giờ chiều Chủ Nhật trên toàn bộ các đài như JNN, bao gồm MBS và TBS. Ca khúc mở đầu là "Unmei-chan" (運命ちゃん), do Ikimonogakari trình bày, còn ca khúc kết thúc là "Fam!", do Chico thể hiện. Sang phần nhạc mở đầu thứ hai là "Secret Operation", do fripSide feat. Yoshino Nanjō trình bày, trong khi ca khúc kết thúc thứ hai là "Kekkon Kōshin Kyoku" (結婚行進曲), do ASOBI Doumei thể hiện. Tác phẩm hiện được phát trực tuyến trên Hulu tại Hoa Kỳ và trên Disney+ toàn cầu. Phiên bản lồng tiếng Anh chính thức ra mắt trên Hulu vào ngày 17 tháng 6 năm 2024.
Ngay sau khi tập cuối phát sóng, phần hai của anime cũng đã được công bố và dự kiến lên sóng vào năm 2026.

#### Tập phim
| TT. | Tiêu đề | Đạo diễn             | Bảng phân cảnh                | Ngày phát hành gốc  |
| --- | --- | -------------------- | ----------------------------- | ------------------- |
| 1   | "Chiếc nhẫn hoa anh đào" Chuyển ngữ: "Sakura no Yubiwa" (tiếng Nhật: 桜の指輪)                                                                                   | Mirai Minato         | Mirai Minato                  | 7 tháng 4 năm 2024  |
| 2   | "Cuộc sống nhà Yozakura" Chuyển ngữ: "Yozakura no Inochi" (tiếng Nhật: 夜桜の命)                                                                                 | Takahiro Nakatsugawa | Takahiro Nakatsugawa          | 14 tháng 4 năm 2024 |
| 3   | "Cảm xúc" Chuyển ngữ: "Kimochi" (tiếng Nhật: 気持ち) | Masahiro Hosoda      | Masahiro Hosoda               | 21 tháng 4 năm 2024 |
| 4   | "Kengo" Chuyển ngữ: "Kengo" (tiếng Nhật: 嫌五)"Shinzo" Chuyển ngữ: "Shinzō" (tiếng Nhật: 辛三)                                                                   | Yamato Ouchi         | Hiroaki Yoshikawa             | 28 tháng 4 năm 2024 |
| 5   | "Thẩm vấn" Chuyển ngữ: "Torishirabe" (tiếng Nhật: 取り調べ)"Hẹn hò" Chuyển ngữ: "Dēto" (tiếng Nhật: デート)                                                      | Takahiro Nakatsugawa | Masafumi Tamura               | 5 tháng 5 năm 2024  |
| 6   | "Bug" Chuyển ngữ: "Bagu" (tiếng Nhật: バグ) | Mirai Minato         | Mirai Minato                  | 12 tháng 5 năm 2024 |
| 7   | "Điệp viên công chức" Chuyển ngữ: "Kōmuin Supai" (tiếng Nhật: 公務員スパイ)                                                                                      | Misaki Nishimoto     | Hiroaki Yoshikawa             | 19 tháng 5 năm 2024 |
| 8   | "Đảng Kuroyuri" Chuyển ngữ: "Kuroyuri tō" (tiếng Nhật: 黒百合党)                                                                                                 | Yasuo Ejima          | Hiroaki Yoshikawa             | 26 tháng 5 năm 2024 |
| 9   | "Hoa ngôn diệp của Kuroyuri" Chuyển ngữ: "Kuroyuri no Hanakotoba" (tiếng Nhật: 黒百合 の花言葉)                                                                  | Kazuhito Ōmiya       | Hiroaki Yoshikawa             | 2 tháng 6 năm 2024  |
| 10  | "Hầu gái nhà Yozakura" Chuyển ngữ: "Yozakura no Meido" (tiếng Nhật: 夜桜のメイド)"Ngoại tình" Chuyển ngữ: "Uwaki" (tiếng Nhật: 浮気)                             | Polon                | Mirai Minato                  | 9 tháng 6 năm 2024  |
| 11  | "Chuyện ma nhà Yozakura" Chuyển ngữ: "Yozakura no Kaidan" (tiếng Nhật: 夜桜の怪談)"Giấy phép điệp viên" Chuyển ngữ: "Supai Menkyoshō" (tiếng Nhật: スパイ免許証) | Takahiro Nakatsugawa | Takahiro Nakatsugawa          | 16 tháng 6 năm 2024 |
| 12  | "Ông ngoại vượt ngục" Chuyển ngữ: "Purizun Jiji Bureiku" (tiếng Nhật: プリズンジジブレイク)                                                                      | Masahiro Hosoda      | Keisuke Inoue                 | 23 tháng 6 năm 2024 |
| 13  | "Tanpopo" Chuyển ngữ: "Tanpopo" (tiếng Nhật: タンポポ) | Misaki Nishimoto     | Mirai Minato                  | 30 tháng 6 năm 2024 |
| 14  | "Tiếp cận căn phòng đó" Chuyển ngữ: "Mezase Suītorūmu" (tiếng Nhật: 目指せスイートルーム)                                                                        | Yamato Ouchi         | Miyana Okita                  | 7 tháng 7 năm 2024  |
| 15  | "Dòng máu Yozakura" Chuyển ngữ: "Yozakura no Chi" (tiếng Nhật: 夜桜の血)                                                                                         | Kazuhito Ōmiya       | Gōichi Iwahata                | 14 tháng 7 năm 2024 |
| 16  | "Dọn vườn" Chuyển ngữ: "Niwa Soji" (tiếng Nhật: 庭掃除) | Mirai Minato         | Gōichi Iwahata                | 21 tháng 7 năm 2024 |
| 17  | "Thuốc của Nanao" Chuyển ngữ: "Nanao no Kusuri" (tiếng Nhật: 七悪のくすり)                                                                                       | Takahiro Nakatsugawa | Takahiro Nakatsugawa          | 28 tháng 7 năm 2024 |
| 18  | "Câu chuyện suối nước nóng Yozakura" Chuyển ngữ: "Yozakura Onsen Monogatari" (tiếng Nhật: 夜桜温泉物語)                                                          | Mirai Minato         | Manabu Ono                    | 4 tháng 8 năm 2024  |
| 19  | "Loại thuốc tên là Tanpopo" Chuyển ngữ: "Tanpopo to iu Kusuri" (tiếng Nhật: タンポポという薬)                                                                    | Yamato Ouchi         | Kiyotaka Takezawa             | 11 tháng 8 năm 2024 |
| 20  | "Khuyên tai mặt trời" Chuyển ngữ: "Taiyō no Piasu" (tiếng Nhật: 太陽のピアス)                                                                                    | Hiroaki Takagi       | Hiroaki Takagi                | 18 tháng 8 năm 2024 |
| 21  | "Tiền tuyến Yozakura" Chuyển ngữ: "Yozakura Zensen" (tiếng Nhật: 夜桜前線)"Khai hoa" Chuyển ngữ: "Kaika" (tiếng Nhật: 開花)                                      | Masahito Otani       | Keisuke Gōda                  | 25 tháng 8 năm 2024 |
| 22  | "Bữa tiệc ngắm hoa anh đào" Chuyển ngữ: "O Hana mi" (tiếng Nhật: お花見)                                                                                         | Yamato Ouchi         | Hideyo Yamamoto               | 1 tháng 9 năm 2024  |
| 23  | "Đông phong" Chuyển ngữ: "Kochi" (tiếng Nhật: 東風)"Vũ khí" Chuyển ngữ: "Buki" (tiếng Nhật: 武器)                                                                | Takahiro Nakatsugawa | Gōichi Iwahata                | 8 tháng 9 năm 2024  |
| 24  | "Shion & Kengo vs. Chacha & Aonuma" Chuyển ngữ: "Shion & Kengo VS Chacha & Aonuma" (tiếng Nhật: 四怨 & 嫌五 VS チャチャ & アオヌマ)                              | Yamato Ouchi         | Mirai Minato & Gōichi Iwahata | 15 tháng 9 năm 2024 |
| 25  | "Ai và Mizuki" Chuyển ngữ: "Ai to Mizuki" (tiếng Nhật: アイとミズキ)                                                                                             | Hidehiko Kadota      | Hideyo Yamamoto               | 22 tháng 9 năm 2024 |
| 26  | "Cổ huyết" Chuyển ngữ: "Furui chi" (tiếng Nhật: 旧い血) | Mirai Minato         | Miyana Okita                  | 29 tháng 9 năm 2024 |
| 27  | "Nhiệm vụ hoàn thành" Chuyển ngữ: "Sakusen Shūryō" (tiếng Nhật: 作戦終了)"Hôn lễ" Chuyển ngữ: "Hirōen" (tiếng Nhật: 披露宴)                                      | Takahiro Nakatsugawa | Miyana Okita                  | 6 tháng 10 năm 2024 |

## Đón nhận
Tính đến tháng 12 năm 2022, bộ manga đã phát hành hơn 1,5 triệu bản in. Đến tháng 1 năm 2025, con số này đã vượt mốc 3 triệu bản. Năm 2020, Nhiệm vụ tối thượng nhà Yozakura cũng từng được đề cử cho Giải Manga Tiềm năng lần thứ 6 tại Next Manga Awards.